# Sternaspis scutata
Sternaspis scutata (лат.) — вид кольчатых червей рода Sternaspis семейства Sternaspidae класса многощетинковых. Встречается в Средиземном море и в умеренных водах северо-восточного Атлантического океана. Обитает погружённым в мягких донных отложениях.

## Описание

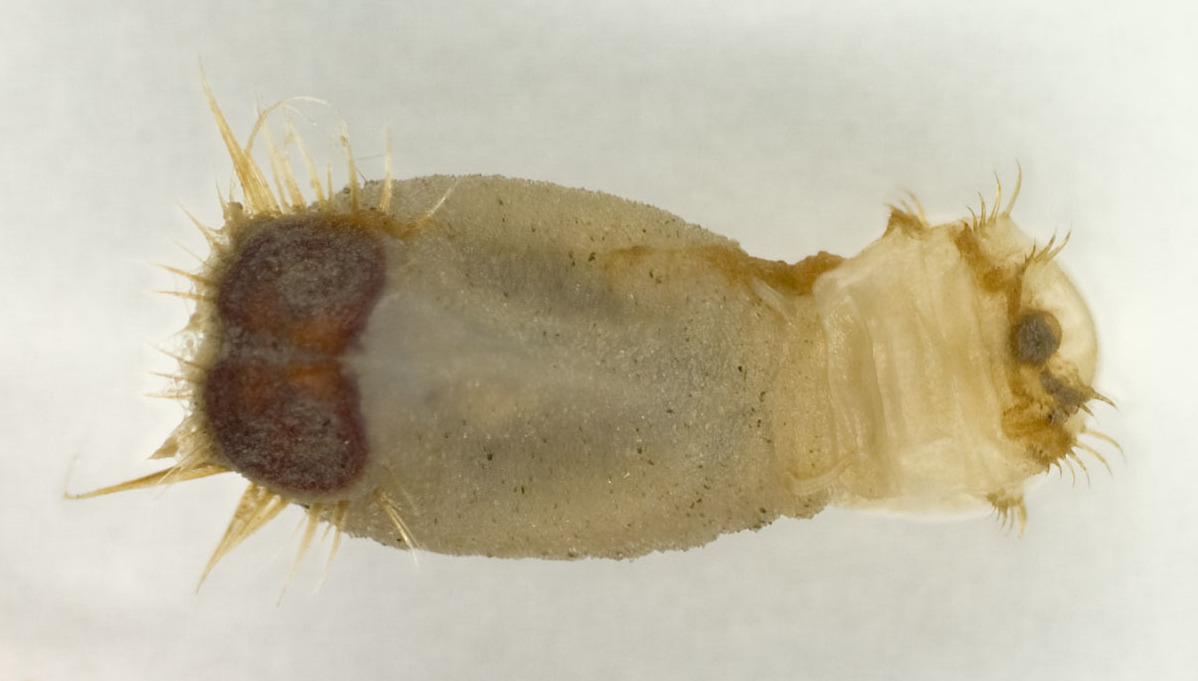
Общий вид S. scutata

Округлый беловатый штангообразный червь, длина которого достигает 3,5 см. Передняя область состоит из семи сегментов, 2-4 сегменты несут боковые пучки щетинок. Передняя часть уже и короче задней части червя, имеющей от 13 до 15 сегментов. На нижней стороне задней части имеются две твердые коричневые хитиновые пластинки, образующие щит, края которого обрамлены пучками длинных щетинок. У основания щита имеется ряд длинных закрученных нитевидных жабр.

## Распространение и местообитание
Ареал S. scutata включает Средиземное море и западную часть Атлантического океана на север до Ла-Манша. Номенклатурный тип был выловлен Измирском заливе на западном побережье Турции. Предпочитает глубины от 9 до 36 м. Сообщения об образцах, обнаруженных на больших глубинах, вероятно, относятся к другим, ещё не описанным видам. Вид постепенно расширяет свой ареал и становится более многочисленным вдоль южного побережья Англии. Его типичная среда обитания - грязеобразные и другие мягкие донные отложения, где он обитает близко к поверхности субстрата.

## Поведение
Этот червь живет в мягком донном субстрате, погружая голову в ил и выставляя жабры на поверхность для увеличения поглощения кислорода. Это детритофаг.